# Archivo Histórico Provincial de Zamora
El Archivo Histórico Provincial de Zamora es un edificio con funciones de Archivo Histórico desde 1931. El Archivo fue inaugurado el 23 de abril de 1971, siendo la actual sede inaugurada en junio de 2001, en la calle de la Rúa de los Francos n.º 1. La gestión del Archivo es responsabilidad de  la Junta de Castilla y León, aunque su titularidad sigue siendo Estatal. 

## Historia
A pesar de ser creado por decreto, las obras de adaptación del local destinado a Archivo no se iniciaron hasta llegado noviembre de 1933. El edificio no estuvo dispuesto hasta comienzos de 1946, en que se pudo trasladar a la antigua sede de la Escuela Normal, en el desamortizado convento de la Concepción. En la mañana del 10 de junio de 1965 el edificio se derrumbó sin causar víctima alguna, el patrimonio de su interior se rescató en su totalidad. Se trasladó temporalmente el archivo y sus funciones al Colegio Público Juan XXIII. Finalmente el edificio se habilitó en 1970, siendo oficialmente inaugurado el Archivo el 23 de abril de 1971. Durante los años noventa el depósito creció enormemente y se habilitaron seis depósitos distribuidos por la ciudad de Zamora. Finalmente, en junio de 2001, se habilitó el actual edificio.